# Вайомінг (ураново-рудний район)
Вайо́мінґ (ура́ново-ру́дний райо́н) — другий за значенням (після плато Колорадо) на території США.

## Історія
Вперше уранову мінералізацію виявлено в 1936 р.; більшість родовищ відкрито в період 1951-59 рр.

## Характеристика
Включає родовища: Ґас-Гіллс, Шерлі-Бейсін, Крукс-Ґеп, Паудер-Рівер-Бейсін та ін. Родовища в основному розташовані у міжгірських улоговинах. Оруденіння в основному приурочене до нижньокам'яновугільної формації Мадісон, еоценових формацій Вінд-Рівер і Восач та міоценової формації Бравнс-Парк. Урановмісні породи представлені головним чином аркозовими пісковиками і конгломератами, які перешаровуються аргілітами і алевролітами. Пласти залягають переважно горизонтально. Рудні тіла, які мають форму ролів, лінз та стрічкоподібних покладів, розташовані на глибинах до 300 м, довжина їх вимірюється сотнями, ширина — десятками метрів, середня товщина не перевищує 3,5 м. Головні рудні мінерали — настуран і коффініт; з ними асоціюють карнотит, тюямуніт, а також сульфіди молібдену, арсену і кобальту. Запаси урану (в металі) оцінюються в 83 тис. т. Середній вміст урану в руді 0,15 %. Близько 45 % всіх запасів доступні для розробки відкритим способом. Головні родов.: Ґас-Гіллс і Шерлі-Бейсін, Крукс-Ґеп, Паудер-Рівер-Бейсін та ін.

## Технологія розробки
Розробка ведеться відкритим і підземним способами. Видобута руда переробляється на гідрометалургійних заводах, де застосовується кислотна схема з йоннообмінною екстракцією. Товарний продукт — хімічний концентрат із вмістом 75 % U3O8. Близько 3 % металу добувається методом купчастого і підземного вилуговування.